# Deuzeni Goldman
Deuzeni Trisoglio Goldman (Tupã, 6 de setembro de 1951) é uma advogada, decoradora e paisagista brasileira. É viúva do 59.º governador de São Paulo, Alberto Goldman, atuando como primeira-dama do estado paulista entre abril de 2010 e janeiro de 2011.

## Biografia
Deuzeni nasceu no município de Tupã, interior de São Paulo em 6 de setembro de 1951. Foi casada durante 32 anos com o ex-governador Alberto Goldman, com quem teve dois filhos, três enteados e três netas.
Possui uma formação acadêmica que inclui graduação em direito pela Pontifícia Universidade Católica. (PUC) e Pós-graduação em Direito Empresarial pala Universidade Presbiteriana Mackenzie. Possui extensa trajetória profissional, que inclui atividades de coordenação e gerenciamento na área jurídica e 17 anos de atuação como Assessora Jurídica do Gabinete da Superintendência do IPESP (Instituto de Previdência do Estado de São Paulo).
Entre outras atuações, Deuzeni Goldman realizou cursos de Decoração e Paisagismo, atuou nessa área por dez anos e é filiada à Associação Brasileira de Designers. Foi presidente do Fundo Social de São Paulo e realizou várias obras no Parque da Água Branca consideradas irregulares, que estão sendo alvo de inquérito policial. As mudanças foram feitas "sem a anuência dos órgãos incumbidos da fiscalização do patrimônio" e sem a participação da sociedade civil.